# Gélose à l'œuf
Pour les articles homonymes, voir Œuf.
L'œuf peut être utilisé comme milieu de culture.

## Intérêt
Ce milieu permet d'explorer l'activité lipolytique des micro-organismes :
- En microbiologie alimentaire : les micro-organismes ayant une activité lipolytique peuvent proliférer dans les aliments riches en lait et dérivés, viandes et être à l'origine d'altérations de ces aliments.
- En microbiologie systématique : l'étude du métabolisme lipidique intervient dans la différenciation des espèces, à l'intérieur des genres Bacillus, Pseudomonas, Flavobacterium, Clostridium, et la famille des Neisseriaceae.

## Principe
Le jaune d'œuf contient :
- Des lécithines qui sont des phospholipides pouvant être hydrolysé par une lécithinase.
- Des triglycérides pouvant être hydrolysés par une lipase.
- Une lipoprotéine pouvant être hydrolysée par une lipoprotéase.

Il contient également d'autre lipides, sous forme de complexe lipo-protéiques qui rendent la lecture de la lécithinase délicate et qui, opacifient le milieu.
- Les lipoprotéinases libèrent des lécithines solubles, des protéines et des lipides, ce qui se traduit par un éclaircissement autour de la culture.
- La lécithinase conduit à la formation de choline soluble et d'un lipide peu soluble qui précipite et conduit à une zone opaque autour de la culture.
- La lipase conduit à la précipitation d'acides gras donnant lieu à un liseré blanc opaque, pouvant être confondu avec la lécithine, mais la zone opaque est ici, moins importante que celle de la lécithinase.

## Composition
Une gélose ordinaire ou tripticase soja, additionné de jaune d'œuf dilué au 1/2 dans de l'eau distillée stérile, jusqu'à obtenir une concentration finale de 5 % (soit 2mL dans 20mL).

## Résultats
On ensemence la gélose en faisant une strie centrale épaisse.
On observe deux aspects :
- L'opacification de la gélose autour de la strie d'ensemencement : lécithinase.
- L'apparition d'une zone transparente autour de la culture : lipo-protéinase.